# 2021–2022-es női EHF-bajnokok ligája (csoportkör)
Ez a cikk ismerteti a 2021–2022-es női EHF-bajnokok ligája csoportköreinek az eredményeit.

## Formátum
A csoportkörben a 16 részt vevő csapatot két darab nyolc csapatos csoportra osztották. A csoporton belül a csapatok oda-vissza vágós rendszerű körmérkőzést játszottak egymással. A csoportok első két helyezettjei egyből a negyeddöntőbe jutnak, a 3-6 helyezettek pedig a nyolcaddöntőbe.
Azonos pontszám esetén az alábbiak szerint döntik el a sorrendet:
1. Egymás elleni mérkőzéseken szerzett több pont,
2. Egymás elleni mérkőzések alapján számolt gólkülönbség,
3. Egymás elleni mérkőzéseken lőtt több gól,
4. A csoport összes meccse alapján számolt gólkülönbség,
5. A csoportban lőtt gólok száma,
6. Sorsolás.

## Csoportkör

### Kiemelések
A csoportkör sorsolásakor alkalmazott kiemeléseket az alábbi táblázat tartalmazza. A sorsolást 2020. július 2-án tartották Bécsben.
| 1-es kalap                                                               | 2-es kalap                                      | 3-as kalap                                            | 4-es kalap                                                              |
| ------------------------------------------------------------------------ | ----------------------------------------------- | ----------------------------------------------------- | ----------------------------------------------------------------------- |
| FTC-Rail Cargo Hungaria Brest Bretagne CSZKA Moszkva Vipers Kristiansand | CSM București Budućnost Odense Håndbold RK Krim | Borussia Dortmund Győri ETO Metz Handball Rosztov-Don | RK Podravka Koprivnica IK Sävehof Kastamonu Belediyesi GSK Team Esbjerg |

### A csoport
| #  | Csapat                  | M  | Gy | D | V  | G+  | G–  | Gk   | P  |
| -- | ----------------------- | -- | -- | - | -- | --- | --- | ---- | -- |
| 1. | Team Esbjerg            | 14 | 10 | 3 | 1  | 412 | 346 | +66  | 23 |
| 2. | Rosztov-Don             | 14 | 10 | 1 | 3  | 362 | 302 | +60  | 21 |
| 3. | FTC-Rail Cargo Hungaria | 14 | 8  | 3 | 3  | 378 | 372 | +6   | 19 |
| 4. | Brest Bretagne          | 14 | 8  | 1 | 5  | 392 | 365 | +27  | 17 |
| 5. | CSM București           | 14 | 7  | 1 | 6  | 365 | 342 | +23  | 15 |
| 6. | Borussia Dortmund       | 14 | 4  | 1 | 9  | 391 | 399 | –8   | 9  |
| 7. | Budućnost Podgorica     | 14 | 3  | 0 | 11 | 337 | 407 | –70  | 6  |
| 8. | RK Podravka Koprivnica  | 14 | 1  | 0 | 13 | 334 | 438 | –104 | 2  |

| 2021. szeptember 11. 16:00 | Borussia Dortmund | 25–25       | FTC-Rail Cargo Hungaria | Helmut-Körnig-Halle, Dortmund Nézőszám: 150 Játékvezetők: Christiansen, Hansen (DEN) |
| 2021. szeptember 11. 16:00 | Grijseels 9       | (12–14)     | Bölk, Malestein 6       | Helmut-Körnig-Halle, Dortmund Nézőszám: 150 Játékvezetők: Christiansen, Hansen (DEN) |
| 2021. szeptember 11. 16:00 | 2× 1×             | Jegyzőkönyv | 5× 2×                   | Helmut-Körnig-Halle, Dortmund Nézőszám: 150 Játékvezetők: Christiansen, Hansen (DEN) |

| 2021. szeptember 11. 16:00 | Rosztov-Don | 26–24       | Brest Bretagne | Palace of Sport " Rostov Don", Rosztov-na-Donu Nézőszám: 1177 Játékvezetők: Antić, Jakovljević (SRB) |
| 2021. szeptember 11. 16:00 | Frolova 6   | (16–13)     | Jauković 6     | Palace of Sport " Rostov Don", Rosztov-na-Donu Nézőszám: 1177 Játékvezetők: Antić, Jakovljević (SRB) |
| 2021. szeptember 11. 16:00 | 4× 1×       | Jegyzőkönyv | 4×             | Palace of Sport " Rostov Don", Rosztov-na-Donu Nézőszám: 1177 Játékvezetők: Antić, Jakovljević (SRB) |

| 2021. szeptember 11. 18:00 | RK Podravka Koprivnica  | 29–22       | Budućnost Podgorica | Fran Galović, Kapronca Nézőszám: 300 Játékvezetők: Backović, Palačković (SLO) |
| 2021. szeptember 11. 18:00 | Milosavljević, Kalaus 6 | (22–12)     | Maszlova 8          | Fran Galović, Kapronca Nézőszám: 300 Játékvezetők: Backović, Palačković (SLO) |
| 2021. szeptember 11. 18:00 | 7× 2×                   | Jegyzőkönyv | 3×                  | Fran Galović, Kapronca Nézőszám: 300 Játékvezetők: Backović, Palačković (SLO) |

| 2021. szeptember 12. 14:00 | Team Esbjerg        | 22–21       | CSM București | Blue Water Dokken, Esbjerg Nézőszám: 1850 Játékvezetők: Vranes, Wenninger (AUT) |
| 2021. szeptember 12. 14:00 | Reistad, Tranborg 5 | (13–10)     | Omoregie 5    | Blue Water Dokken, Esbjerg Nézőszám: 1850 Játékvezetők: Vranes, Wenninger (AUT) |
| 2021. szeptember 12. 14:00 | 3× 1×               | Jegyzőkönyv | 4× 1×         | Blue Water Dokken, Esbjerg Nézőszám: 1850 Játékvezetők: Vranes, Wenninger (AUT) |

| 2021. szeptember 18. 16:00 | FTC-Rail Cargo Hungaria | 33–27       | RK Podravka Koprivnica  | Érd Aréna, Érd Nézőszám: 1200 Játékvezetők: Konjičanin, Konjičanin (BIH) |
| 2021. szeptember 18. 16:00 | Malestein 9             | (15–15)     | Milosavljević, Mugoša 5 | Érd Aréna, Érd Nézőszám: 1200 Játékvezetők: Konjičanin, Konjičanin (BIH) |
| 2021. szeptember 18. 16:00 | 4×                      | Jegyzőkönyv | 3×                      | Érd Aréna, Érd Nézőszám: 1200 Játékvezetők: Konjičanin, Konjičanin (BIH) |

| 2021. szeptember 18. 16:00 | CSM București | 27–30       | Rosztov-Don   | Polyvalent Hall, Bukarest Nézőszám: 1200 Játékvezetők: Covalciuc, Covalciuc (MDA) |
| 2021. szeptember 18. 16:00 | Arntzen 8     | (9–13)      | hat játékos 4 | Polyvalent Hall, Bukarest Nézőszám: 1200 Játékvezetők: Covalciuc, Covalciuc (MDA) |
| 2021. szeptember 18. 16:00 | 3× 1×         | Jegyzőkönyv | 4×            | Polyvalent Hall, Bukarest Nézőszám: 1200 Játékvezetők: Covalciuc, Covalciuc (MDA) |

| 2021. szeptember 18. 18:00 | Brest Bretagne  | 26–23       | Team Esbjerg | Brest Arena, Brest Nézőszám: 2410 Játékvezetők: Barysas, Petrušis (LTU) |
| 2021. szeptember 18. 18:00 | három játékos 4 | (13–9)      | Reistad 6    | Brest Arena, Brest Nézőszám: 2410 Játékvezetők: Barysas, Petrušis (LTU) |
| 2021. szeptember 18. 18:00 | 1×              | Jegyzőkönyv | 3×           | Brest Arena, Brest Nézőszám: 2410 Játékvezetők: Barysas, Petrušis (LTU) |

| 2021. szeptember 19. 16:00 | Budućnost Podgorica | 29–34       | Borussia Dortmund | Morača Sports Center, Podgorica Nézőszám: 100 Játékvezetők: Alpaidze, Berezkina (RUS) |
| 2021. szeptember 19. 16:00 | Pletikosić 7        | (15–18)     | Grijseels 11      | Morača Sports Center, Podgorica Nézőszám: 100 Játékvezetők: Alpaidze, Berezkina (RUS) |
| 2021. szeptember 19. 16:00 | 5× 1×               | Jegyzőkönyv | 3× 1×             | Morača Sports Center, Podgorica Nézőszám: 100 Játékvezetők: Alpaidze, Berezkina (RUS) |

| 2021. szeptember 25. 16:00 | Rosztov-Don  | 19–20       | FTC-Rail Cargo Hungaria | Palace of Sport " Rostov Don", Rosztov-na-Donu Nézőszám: 2751 Játékvezetők: Hatipoğlu, Şimşek (TUR) |
| 2021. szeptember 25. 16:00 | Manaharova 5 | (8–11)      | Bölk 6                  | Palace of Sport " Rostov Don", Rosztov-na-Donu Nézőszám: 2751 Játékvezetők: Hatipoğlu, Şimşek (TUR) |
| 2021. szeptember 25. 16:00 | 1× 2×        | Jegyzőkönyv | 5× 3×                   | Palace of Sport " Rostov Don", Rosztov-na-Donu Nézőszám: 2751 Játékvezetők: Hatipoğlu, Şimşek (TUR) |

| 2021. szeptember 25. 18:00 | Borussia Dortmund | 30–27       | Brest Bretagne | Helmut-Körnig-Halle, Dortmund Nézőszám: 120 Játékvezetők: Lindenbaum, Laron (ISR) |
| 2021. szeptember 25. 18:00 | Grijseels 9       | (15–9)      | Niakaté 7      | Helmut-Körnig-Halle, Dortmund Nézőszám: 120 Játékvezetők: Lindenbaum, Laron (ISR) |
| 2021. szeptember 25. 18:00 | 2× 1×             | Jegyzőkönyv | 2× 2×          | Helmut-Körnig-Halle, Dortmund Nézőszám: 120 Játékvezetők: Lindenbaum, Laron (ISR) |

| 2021. szeptember 25. 18:00 | RK Podravka Koprivnica  | 31–36       | CSM București | Fran Galović, Kapronca Nézőszám: 250 Játékvezetők: Duplii, Pobedrina (UKR) |
| 2021. szeptember 25. 18:00 | Kalaus, Milosavljević 7 | (15–16)     | Neagu 14      | Fran Galović, Kapronca Nézőszám: 250 Játékvezetők: Duplii, Pobedrina (UKR) |
| 2021. szeptember 25. 18:00 | 4× 2×                   | Jegyzőkönyv | 5×            | Fran Galović, Kapronca Nézőszám: 250 Játékvezetők: Duplii, Pobedrina (UKR) |

| 2021. szeptember 26. 14:00 | Team Esbjerg | 35–20       | Budućnost Podgorica | Blue Water Dokken, Esbjerg Nézőszám: 1783 Játékvezetők: Lidacka, Lesiak (POL) |
| 2021. szeptember 26. 14:00 | Türkoglu 6   | (16–10)     | Pavićević 5         | Blue Water Dokken, Esbjerg Nézőszám: 1783 Játékvezetők: Lidacka, Lesiak (POL) |
| 2021. szeptember 26. 14:00 | 2× 1×        | Jegyzőkönyv | 4×                  | Blue Water Dokken, Esbjerg Nézőszám: 1783 Játékvezetők: Lidacka, Lesiak (POL) |

| 2021. október 16. 16:00 | FTC-Rail Cargo Hungaria | 31–31       | Team Esbjerg | Érd Aréna, Érd Nézőszám: 1600 Játékvezetők: Antić, Jakovljević (SRB) |
| 2021. október 16. 16:00 | Malestein 10            | (16–16)     | Reistad 10   | Érd Aréna, Érd Nézőszám: 1600 Játékvezetők: Antić, Jakovljević (SRB) |
| 2021. október 16. 16:00 | 3× 1×                   | Jegyzőkönyv | 3× 1×        | Érd Aréna, Érd Nézőszám: 1600 Játékvezetők: Antić, Jakovljević (SRB) |

| 2021. október 16. 18:00 | Brest Bretagne | 35–22       | RK Podravka Koprivnica | Brest Arena, Brest Nézőszám: 3301 Játékvezetők: Doychinov, Goretsov (BUL) |
| 2021. október 16. 18:00 | Foppa 7        | (17–9)      | Milosavljević 6        | Brest Arena, Brest Nézőszám: 3301 Játékvezetők: Doychinov, Goretsov (BUL) |
| 2021. október 16. 18:00 | 3×             | Jegyzőkönyv | 5× 1×                  | Brest Arena, Brest Nézőszám: 3301 Játékvezetők: Doychinov, Goretsov (BUL) |

| 2021. október 17. 16:00 | Budućnost Podgorica | 19–25       | Rosztov-Don    | Morača Sports Center, Podgorica Nézőszám: 100 Játékvezetők: Ilieva, Karbeska (MKD) |
| 2021. október 17. 16:00 | Pletikosić 5        | (10–14)     | Szeny, Zaadi 6 | Morača Sports Center, Podgorica Nézőszám: 100 Játékvezetők: Ilieva, Karbeska (MKD) |
| 2021. október 17. 16:00 | 1× 2×               | Jegyzőkönyv | 1× 3×          | Morača Sports Center, Podgorica Nézőszám: 100 Játékvezetők: Ilieva, Karbeska (MKD) |

| 2021. október 17. 16:00 | Borussia Dortmund     | 22–25       | CSM București | Helmut-Körnig-Halle, Dortmund Nézőszám: 450 Játékvezetők: Erdoğan, Özdeniz (TUR) |
| 2021. október 17. 16:00 | Gutiérrez, Zschocke 5 | (11–12)     | Neagu 6       | Helmut-Körnig-Halle, Dortmund Nézőszám: 450 Játékvezetők: Erdoğan, Özdeniz (TUR) |
| 2021. október 17. 16:00 | 2× 1×                 | Jegyzőkönyv | 5× 1×         | Helmut-Körnig-Halle, Dortmund Nézőszám: 450 Játékvezetők: Erdoğan, Özdeniz (TUR) |

| 2021. október 23. 16:00 | FTC-Rail Cargo Hungaria | 28–27       | Brest Bretagne | Érd Aréna, Érd Játékvezetők: Alpaidze, Berezkina (RUS) |
| 2021. október 23. 16:00 | Bölk 8                  | (15–17)     | Toublanc 8     | Érd Aréna, Érd Játékvezetők: Alpaidze, Berezkina (RUS) |
| 2021. október 23. 16:00 | 2× 1×                   | Jegyzőkönyv | 1×             | Érd Aréna, Érd Játékvezetők: Alpaidze, Berezkina (RUS) |

| 2021. október 23. 16:00 | Rosztov-Don | 37–27       | Borussia Dortmund | Palace of Sport " Rostov Don", Rosztov-na-Donu Nézőszám: 2357 Játékvezetők: Konjičanin, Konjičanin (BIH) |
| 2021. október 23. 16:00 | Zaadi 8     | (17–11)     | Zschocke 6        | Palace of Sport " Rostov Don", Rosztov-na-Donu Nézőszám: 2357 Játékvezetők: Konjičanin, Konjičanin (BIH) |
| 2021. október 23. 16:00 | 4× 1×       | Jegyzőkönyv | 3×                | Palace of Sport " Rostov Don", Rosztov-na-Donu Nézőszám: 2357 Játékvezetők: Konjičanin, Konjičanin (BIH) |

| 2021. október 23. 18:00 | RK Podravka Koprivnica | 26–27       | Team Esbjerg | Fran Galović, Kapronca Játékvezetők: Covalciuc, Covalciuc (MDA) |
| 2021. október 23. 18:00 | Milosavljević 7        | (9–15)      | Breistøl 8   | Fran Galović, Kapronca Játékvezetők: Covalciuc, Covalciuc (MDA) |
| 2021. október 23. 18:00 | 4× 3×                  | Jegyzőkönyv | 3×           | Fran Galović, Kapronca Játékvezetők: Covalciuc, Covalciuc (MDA) |

| 2021. október 24. 14:00 | CSM București | 30–22       | Budućnost Podgorica | Polyvalent Hall, Bukarest Nézőszám: 1800 Játékvezetők: Christidi, Papamattheou (GRE) |
| 2021. október 24. 14:00 | Neagu 6       | (14–10)     | Pletikosić 5        | Polyvalent Hall, Bukarest Nézőszám: 1800 Játékvezetők: Christidi, Papamattheou (GRE) |
| 2021. október 24. 14:00 | 2× 1×         | Jegyzőkönyv | 3× 1×               | Polyvalent Hall, Bukarest Nézőszám: 1800 Játékvezetők: Christidi, Papamattheou (GRE) |

| 2021. október 30. 16:00 | CSM București | 29–30       | Brest Bretagne | Polyvalent Hall, Bukarest Nézőszám: 0 Játékvezetők: Christiansen, Hansen (DEN) |
| 2021. október 30. 16:00 | Neagu 10      | (16–14)     | Niakaté 10     | Polyvalent Hall, Bukarest Nézőszám: 0 Játékvezetők: Christiansen, Hansen (DEN) |
| 2021. október 30. 16:00 | 5× 2×         | Jegyzőkönyv | 4×             | Polyvalent Hall, Bukarest Nézőszám: 0 Játékvezetők: Christiansen, Hansen (DEN) |

| 2021. október 30. 18:00 | Budućnost Podgorica | 26–30       | FTC-Rail Cargo Hungaria | Morača Sports Center, Podgorica Nézőszám: 300 Játékvezetők: Duplii, Pobedrina (UKR) |
| 2021. október 30. 18:00 | Pletikosić 7        | (13–13)     | Malestein 9             | Morača Sports Center, Podgorica Nézőszám: 300 Játékvezetők: Duplii, Pobedrina (UKR) |
| 2021. október 30. 18:00 | 5×                  | Jegyzőkönyv | 3× 3×                   | Morača Sports Center, Podgorica Nézőszám: 300 Játékvezetők: Duplii, Pobedrina (UKR) |

| 2021. október 31. 14:00 | Borussia Dortmund | 38–14       | RK Podravka Koprivnica | Helmut-Körnig-Halle, Dortmund Nézőszám: 450 Játékvezetők: Christidi, Papamattheou (GRE) |
| 2021. október 31. 14:00 | Grijseels 15      | (16–8)      | Kalaus 9               | Helmut-Körnig-Halle, Dortmund Nézőszám: 450 Játékvezetők: Christidi, Papamattheou (GRE) |
| 2021. október 31. 14:00 | 3× 1×             | Jegyzőkönyv | 4× 2×                  | Helmut-Körnig-Halle, Dortmund Nézőszám: 450 Játékvezetők: Christidi, Papamattheou (GRE) |

| 2021. október 31. 14:00 | Team Esbjerg | 25–18       | Rosztov-Don | Blue Water Dokken, Esbjerg Nézőszám: 2014 Játékvezetők: Simone, Monitillo (ITA) |
| 2021. október 31. 14:00 | Røsberg 8    | (13–10)     | Zaadi 5     | Blue Water Dokken, Esbjerg Nézőszám: 2014 Játékvezetők: Simone, Monitillo (ITA) |
| 2021. október 31. 14:00 | 4× 2×        | Jegyzőkönyv | 3× 3×       | Blue Water Dokken, Esbjerg Nézőszám: 2014 Játékvezetők: Simone, Monitillo (ITA) |

| 2021. november 13. 16:00 | FTC-Rail Cargo Hungaria | 31–30       | CSM București | Érd Aréna, Érd Nézőszám: 2200 Játékvezetők: Álvarez, Bustamante (ESP) |
| 2021. november 13. 16:00 | Grbić 6                 | (20–16)     | Neagu 7       | Érd Aréna, Érd Nézőszám: 2200 Játékvezetők: Álvarez, Bustamante (ESP) |
| 2021. november 13. 16:00 | 3× 1×                   | Jegyzőkönyv | 3×            | Érd Aréna, Érd Nézőszám: 2200 Játékvezetők: Álvarez, Bustamante (ESP) |

| 2021. november 13. 18:00 | Brest Bretagne | 25–21       | Budućnost Podgorica | Brest Arena, Brest Nézőszám: 3552 Játékvezetők: Hatipoğlu, Şimşek (TUR) |
| 2021. november 13. 18:00 | Toublanc 10    | (12–12)     | Kepic 5             | Brest Arena, Brest Nézőszám: 3552 Játékvezetők: Hatipoğlu, Şimşek (TUR) |
| 2021. november 13. 18:00 | 4× 1×          | Jegyzőkönyv | 5× 1×               | Brest Arena, Brest Nézőszám: 3552 Játékvezetők: Hatipoğlu, Şimşek (TUR) |

| 2021. november 13. 18:00 | RK Podravka Koprivnica | 22–23       | Rosztov-Don         | Fran Galović, Kapronca Nézőszám: 250 Játékvezetők: Erdoğan, Özdeniz (TUR) |
| 2021. november 13. 18:00 | Bazaliu 7              | (13–13)     | Manaharova, Zaadi 5 | Fran Galović, Kapronca Nézőszám: 250 Játékvezetők: Erdoğan, Özdeniz (TUR) |
| 2021. november 13. 18:00 | 4× 4×                  | Jegyzőkönyv | 1× 2×               | Fran Galović, Kapronca Nézőszám: 250 Játékvezetők: Erdoğan, Özdeniz (TUR) |

| 2021. november 13. 14:00 | Borussia Dortmund | 29–32       | Team Esbjerg        | Helmut-Körnig-Halle, Dortmund Nézőszám: 650 Játékvezetők: Sekulić, Jovandić (SRB) |
| 2021. november 13. 14:00 | Grijseels 8       | (14–20)     | Breistøl, Ingstad 8 | Helmut-Körnig-Halle, Dortmund Nézőszám: 650 Játékvezetők: Sekulić, Jovandić (SRB) |
| 2021. november 13. 14:00 | 2× 1×             | Jegyzőkönyv | 4× 1×               | Helmut-Körnig-Halle, Dortmund Nézőszám: 650 Játékvezetők: Sekulić, Jovandić (SRB) |

| 2021. november 20. 16:00 | CSM București | 27–21       | FTC-Rail Cargo Hungaria | Polyvalent Hall, Bukarest Nézőszám: 0 Játékvezetők: Gasmi, Gasmi (FRA) |
| 2021. november 20. 16:00 | Neagu 9       | (16–11)     | Bölk 9                  | Polyvalent Hall, Bukarest Nézőszám: 0 Játékvezetők: Gasmi, Gasmi (FRA) |
| 2021. november 20. 16:00 | 2× 1×         | Jegyzőkönyv | 2× 2×                   | Polyvalent Hall, Bukarest Nézőszám: 0 Játékvezetők: Gasmi, Gasmi (FRA) |

| 2021. november 20. 16:00 | Rosztov-Don | 34–23       | RK Podravka Koprivnica | Palace of Sport " Rostov Don", Rosztov-na-Donu Nézőszám: 500 Játékvezetők: Metalari, Nikolovski (MKD) |
| 2021. november 20. 16:00 | Zaadi 8     | (18–12)     | Bazaliu, Kalaus 6      | Palace of Sport " Rostov Don", Rosztov-na-Donu Nézőszám: 500 Játékvezetők: Metalari, Nikolovski (MKD) |
| 2021. november 20. 16:00 | 2× 1×       | Jegyzőkönyv | 3× 2×                  | Palace of Sport " Rostov Don", Rosztov-na-Donu Nézőszám: 500 Játékvezetők: Metalari, Nikolovski (MKD) |

| 2021. november 20. 18:00 | Budućnost Podgorica | 30–28       | Brest Bretagne   | Morača Sports Center, Podgorica Nézőszám: 500 Játékvezetők: Covalciuc, Covalciuc (MDA) |
| 2021. november 20. 18:00 | Pletikosić 12       | (13–16)     | Gigstad Fauske 9 | Morača Sports Center, Podgorica Nézőszám: 500 Játékvezetők: Covalciuc, Covalciuc (MDA) |
| 2021. november 20. 18:00 | 3× 2×               | Jegyzőkönyv | 3× 1×            | Morača Sports Center, Podgorica Nézőszám: 500 Játékvezetők: Covalciuc, Covalciuc (MDA) |

| 2021. november 21. 16:00 | Team Esbjerg        | 34–24       | Borussia Dortmund | Blue Water Dokken, Esbjerg Nézőszám: 2031 Játékvezetők: Bolic, Hurich (AUT) |
| 2021. november 21. 16:00 | Breistøl, Røsberg 7 | (18–13)     | Sando 7           | Blue Water Dokken, Esbjerg Nézőszám: 2031 Játékvezetők: Bolic, Hurich (AUT) |
| 2021. november 21. 16:00 |                     | Jegyzőkönyv | 2×                | Blue Water Dokken, Esbjerg Nézőszám: 2031 Játékvezetők: Bolic, Hurich (AUT) |

| 2022. január 8. 16:00 | FTC-Rail Cargo Hungaria | 26–22       | Budućnost Podgorica | Érd Aréna, Érd Nézőszám: 2000 Játékvezetők: Backović, Palačković (SLO) |
| 2022. január 8. 16:00 | Bölk 8                  | (18–11)     | Bulatović 6         | Érd Aréna, Érd Nézőszám: 2000 Játékvezetők: Backović, Palačković (SLO) |
| 2022. január 8. 16:00 | 3× 1×                   | Jegyzőkönyv | 5× 2×               | Érd Aréna, Érd Nézőszám: 2000 Játékvezetők: Backović, Palačković (SLO) |

| 2022. január 8. 16:00 | Rosztov-Don | 25–27       | Team Esbjerg | Palace of Sport " Rostov Don", Rosztov-na-Donu Nézőszám: 497 Játékvezetők: Jović, Arnautović (BIH) |
| 2022. január 8. 16:00 | Zaadi 6     | (15–12)     | Frafjord 6   | Palace of Sport " Rostov Don", Rosztov-na-Donu Nézőszám: 497 Játékvezetők: Jović, Arnautović (BIH) |
| 2022. január 8. 16:00 | 1× 1×       | Jegyzőkönyv | 2× 1×        | Palace of Sport " Rostov Don", Rosztov-na-Donu Nézőszám: 497 Játékvezetők: Jović, Arnautović (BIH) |

| 2022. január 9. 14:00 | RK Podravka Koprivnica | 24–32       | Borussia Dortmund | Fran Galović, Kapronca Nézőszám: 400 Játékvezetők: Hatipoğlu, Şimşek (TUR) |
| 2022. január 9. 14:00 | Milosavljević 7        | (10–17)     | Freriks 6         | Fran Galović, Kapronca Nézőszám: 400 Játékvezetők: Hatipoğlu, Şimşek (TUR) |
| 2022. január 9. 14:00 | 7× 2×                  | Jegyzőkönyv | 3× 1×             | Fran Galović, Kapronca Nézőszám: 400 Játékvezetők: Hatipoğlu, Şimşek (TUR) |

| 2022. január 19. 20:45 | Brest Bretagne | 24–21       | CSM București | Brest Arena, Brest Nézőszám: 2000 Játékvezetők: Duplii, Pobedrina (UKR) |
| 2022. január 19. 20:45 | Coatanea 5     | (11–11)     | Neagu 7       | Brest Arena, Brest Nézőszám: 2000 Játékvezetők: Duplii, Pobedrina (UKR) |
| 2022. január 19. 20:45 | 2× 1×          | Jegyzőkönyv | 5× 1×         | Brest Arena, Brest Nézőszám: 2000 Játékvezetők: Duplii, Pobedrina (UKR) |

| 2022. január 15. 18:00 | Budućnost Podgorica | 20–28       | CSM București | Morača Sports Center, Podgorica Nézőszám: 0 Játékvezetők: Mitrevski, Todorovski (MKD) |
| 2022. január 15. 18:00 | Pavićević 7         | (9–15)      | Neagu 7       | Morača Sports Center, Podgorica Nézőszám: 0 Játékvezetők: Mitrevski, Todorovski (MKD) |
| 2022. január 15. 18:00 | 4× 2×               | Jegyzőkönyv | 3× 1×         | Morača Sports Center, Podgorica Nézőszám: 0 Játékvezetők: Mitrevski, Todorovski (MKD) |

| 2022. január 15. 18:00 | Borussia Dortmund | 25–31       | Rosztov-Don         | Helmut-Körnig-Halle, Dortmund Nézőszám: 400 Játékvezetők: Lidacka, Lesiak (POL) |
| 2022. január 15. 18:00 | Kücükyildiz 7     | (12–17)     | Manaharova, Zaadi 8 | Helmut-Körnig-Halle, Dortmund Nézőszám: 400 Játékvezetők: Lidacka, Lesiak (POL) |
| 2022. január 15. 18:00 | 4× 1×             | Jegyzőkönyv | 3× 1×               | Helmut-Körnig-Halle, Dortmund Nézőszám: 400 Játékvezetők: Lidacka, Lesiak (POL) |

| 2022. január 29. 16:00 | Team Esbjerg | 30–17       | RK Podravka Koprivnica | Blue Water Dokken, Esbjerg Nézőszám: 1180 Játékvezetők: Kijauskaitė, Žalienė (LTU) |
| 2022. január 29. 16:00 | Solberg 7    | (18–7)      | Sztelmah 5             | Blue Water Dokken, Esbjerg Nézőszám: 1180 Játékvezetők: Kijauskaitė, Žalienė (LTU) |
| 2022. január 29. 16:00 | 3×           | Jegyzőkönyv | 5× 2×                  | Blue Water Dokken, Esbjerg Nézőszám: 1180 Játékvezetők: Kijauskaitė, Žalienė (LTU) |

| 2022. január 29. 20:00 | Brest Bretagne | 30–25       | FTC-Rail Cargo Hungaria | Brest Arena, Brest Nézőszám: 2000 Játékvezetők: Erdoğan, Özdeniz (TUR) |
| 2022. január 29. 20:00 | Fauske 13      | (19–16)     | Malestein 10            | Brest Arena, Brest Nézőszám: 2000 Játékvezetők: Erdoğan, Özdeniz (TUR) |
| 2022. január 29. 20:00 | 3× 2×          | Jegyzőkönyv | 4× 2× 1×                | Brest Arena, Brest Nézőszám: 2000 Játékvezetők: Erdoğan, Özdeniz (TUR) |

| 2022. január 22. 16:00 | CSM București | 33–29       | Borussia Dortmund | Polyvalent Hall, Bukarest Nézőszám: 1800 Játékvezetők: Sá, Sá (POR) |
| 2022. január 22. 16:00 | Neagu 11      | (16–14)     | Berger 6          | Polyvalent Hall, Bukarest Nézőszám: 1800 Játékvezetők: Sá, Sá (POR) |
| 2022. január 22. 16:00 | 4× 1×         | Jegyzőkönyv | 4× 1×             | Polyvalent Hall, Bukarest Nézőszám: 1800 Játékvezetők: Sá, Sá (POR) |

| 2022. január 22. 16:00 | Rosztov-Don               | 30–20       | Budućnost Podgorica | Palace of Sport " Rostov Don", Rosztov-na-Donu Nézőszám: 500 Játékvezetők: Nabokau, Kulik (BLR) |
| 2022. január 22. 16:00 | Bobrovnyikova, Kozsokar 5 | (12–9)      | Vukčević 5          | Palace of Sport " Rostov Don", Rosztov-na-Donu Nézőszám: 500 Játékvezetők: Nabokau, Kulik (BLR) |
| 2022. január 22. 16:00 | 5× 1×                     | Jegyzőkönyv | 6× 1×               | Palace of Sport " Rostov Don", Rosztov-na-Donu Nézőszám: 500 Játékvezetők: Nabokau, Kulik (BLR) |

| 2022. január 23. 14:00 | Team Esbjerg | 33–27       | FTC-Rail Cargo Hungaria | Blue Water Dokken, Esbjerg Nézőszám: 1260 Játékvezetők: Braseth, Sundet (NOR) |
| 2022. január 23. 14:00 | Reistad 13   | (14–13)     | Kisfaludy, Malestein 6  | Blue Water Dokken, Esbjerg Nézőszám: 1260 Játékvezetők: Braseth, Sundet (NOR) |
| 2022. január 23. 14:00 | 2× 1×        | Jegyzőkönyv | 5× 2×                   | Blue Water Dokken, Esbjerg Nézőszám: 1260 Játékvezetők: Braseth, Sundet (NOR) |

| 2022. január 23. 14:00 | RK Podravka Koprivnica | 28–39       | Brest Bretagne | Fran Galović, Kapronca Nézőszám: 200 Játékvezetők: Tzaferopoulos, Bethmann (GRE) |
| 2022. január 23. 14:00 | Milosavljević 7        | (16–17)     | Fauske 11      | Fran Galović, Kapronca Nézőszám: 200 Játékvezetők: Tzaferopoulos, Bethmann (GRE) |
| 2022. január 23. 14:00 | 5×                     | Jegyzőkönyv | 3× 1×          | Fran Galović, Kapronca Nézőszám: 200 Játékvezetők: Tzaferopoulos, Bethmann (GRE) |

| 2022. február 5. 16:00 | Brest Bretagne | 31–25       | Borussia Dortmund | Brest Arena, Brest Nézőszám: 3455 Játékvezetők: Christiansen, Hansen (DEN) |
| 2022. február 5. 16:00 | Toublanc 6     | (17–10)     | Rønning, Zijl 5   | Brest Arena, Brest Nézőszám: 3455 Játékvezetők: Christiansen, Hansen (DEN) |
| 2022. február 5. 16:00 | 1× 1×          | Jegyzőkönyv | 5× 1×             | Brest Arena, Brest Nézőszám: 3455 Játékvezetők: Christiansen, Hansen (DEN) |

| 2022. február 5. 16:00 | FTC-Rail Cargo Hungaria | 25–25       | Rosztov-Don         | Érd Aréna, Érd Nézőszám: 1800 Játékvezetők: Christidi, Papamattheou (GRE) |
| 2022. február 5. 16:00 | Zácsik 7                | (13–13)     | Manaharova, Zaadi 8 | Érd Aréna, Érd Nézőszám: 1800 Játékvezetők: Christidi, Papamattheou (GRE) |
| 2022. február 5. 16:00 | 3× 1×                   | Jegyzőkönyv | 2×                  | Érd Aréna, Érd Nézőszám: 1800 Játékvezetők: Christidi, Papamattheou (GRE) |

| 2022. február 5. 18:00 | Budućnost Podgorica     | 25–36       | Team Esbjerg | Morača Sports Center, Podgorica Nézőszám: 500 Játékvezetők: Praštalo, Balvan (BIH) |
| 2022. február 5. 18:00 | Pavićević, Pletikosić 6 | (13–14)     | Kamp 8       | Morača Sports Center, Podgorica Nézőszám: 500 Játékvezetők: Praštalo, Balvan (BIH) |
| 2022. február 5. 18:00 | 3× 2×                   | Jegyzőkönyv | 2×           | Morača Sports Center, Podgorica Nézőszám: 500 Játékvezetők: Praštalo, Balvan (BIH) |

| 2022. február 6. 14:00 | CSM București       | 29–21       | RK Podravka Koprivnica | Polyvalent Hall, Bukarest Nézőszám: 1350 Játékvezetők: Ilieva, Karbeska (MKD) |
| 2022. február 6. 14:00 | Arntzen, Omoregie 5 | (19–10)     | Mugoša 7               | Polyvalent Hall, Bukarest Nézőszám: 1350 Játékvezetők: Ilieva, Karbeska (MKD) |
| 2022. február 6. 14:00 | 3× 2×               | Jegyzőkönyv | 2× 1×                  | Polyvalent Hall, Bukarest Nézőszám: 1350 Játékvezetők: Ilieva, Karbeska (MKD) |

| 2022. február 12. | Rosztov-Don | 10– | CSM București | Palace of Sport " Rostov Don", Rosztov-na-Donu |
| 2022. február 12. |             |     |               | Palace of Sport " Rostov Don", Rosztov-na-Donu |
| 2022. február 12. | Jegyzőkönyv |     |               | Palace of Sport " Rostov Don", Rosztov-na-Donu |

| 2022. február 13. 16:00 | Borussia Dortmund | 30–34       | Budućnost Podgorica | Helmut-Körnig-Halle, Dortmund Nézőszám: 500 Játékvezetők: Vranes, Wenninger (AUT) |
| 2022. február 13. 16:00 | van der Heijden 8 | (18–16)     | Maszlova 10         | Helmut-Körnig-Halle, Dortmund Nézőszám: 500 Játékvezetők: Vranes, Wenninger (AUT) |
| 2022. február 13. 16:00 | 2×                | Jegyzőkönyv | 6× 1×               | Helmut-Körnig-Halle, Dortmund Nézőszám: 500 Játékvezetők: Vranes, Wenninger (AUT) |

| 2022. február 13. 16:00 | Team Esbjerg | 28–28       | Brest Bretagne | Blue Water Dokken, Esbjerg Nézőszám: 2135 Játékvezetők: Backović, Palačković (SLO) |
| 2022. február 13. 16:00 | Breistøl 8   | (15–16)     | Toublanc 7     | Blue Water Dokken, Esbjerg Nézőszám: 2135 Játékvezetők: Backović, Palačković (SLO) |
| 2022. február 13. 16:00 | 4×           | Jegyzőkönyv | 6× 3×          | Blue Water Dokken, Esbjerg Nézőszám: 2135 Játékvezetők: Backović, Palačković (SLO) |

| 2022. február 16. 17:00 | RK Podravka Koprivnica | 29–33       | FTC-Rail Cargo Hungaria | Fran Galović, Kapronca Nézőszám: 200 Játékvezetők: Sekulić, Jovandić (SRB) |
| 2022. február 16. 17:00 | Milosavljević 11       | (16–15)     | Zácsik 7                | Fran Galović, Kapronca Nézőszám: 200 Játékvezetők: Sekulić, Jovandić (SRB) |
| 2022. február 16. 17:00 | 3× 2×                  | Jegyzőkönyv | 5× 1×                   | Fran Galović, Kapronca Nézőszám: 200 Játékvezetők: Sekulić, Jovandić (SRB) |

| 2022. február 19. 16:00 | FTC-Rail Cargo Hungaria | 23–21       | Borussia Dortmund | Érd Aréna, Érd Nézőszám: 2000 Játékvezetők: Duplii, Pobedrina (UKR) |
| 2022. február 19. 16:00 | Stolle, Zácsik 4        | (12–11)     | van der Heijden 4 | Érd Aréna, Érd Nézőszám: 2000 Játékvezetők: Duplii, Pobedrina (UKR) |
| 2022. február 19. 16:00 | 5× 2×                   | Jegyzőkönyv | 2× 1×             | Érd Aréna, Érd Nézőszám: 2000 Játékvezetők: Duplii, Pobedrina (UKR) |

| 2022. február 19. 18:00 | Brest Bretagne | 18–29       | Rosztov-Don | Brest Arena, Brest Nézőszám: 4101 Játékvezetők: Merz, Kuttler (GER) |
| 2022. február 19. 18:00 | Toublanc 6     | (9–17)      | Zaadi 9     | Brest Arena, Brest Nézőszám: 4101 Játékvezetők: Merz, Kuttler (GER) |
| 2022. február 19. 18:00 | 4× 3×          | Jegyzőkönyv | 3× 2×       | Brest Arena, Brest Nézőszám: 4101 Játékvezetők: Merz, Kuttler (GER) |

| 2022. február 19. 18:00 | Budućnost Podgorica | 27–21       | RK Podravka Koprivnica | Morača Sports Center, Podgorica Nézőszám: 600 Játékvezetők: Christidi, Papamattheou (GRE) |
| 2022. február 19. 18:00 | Pletikosić 12       | (13–13)     | Milosavljević 7        | Morača Sports Center, Podgorica Nézőszám: 600 Játékvezetők: Christidi, Papamattheou (GRE) |
| 2022. február 19. 18:00 | 3× 2×               | Jegyzőkönyv | 4× 2×                  | Morača Sports Center, Podgorica Nézőszám: 600 Játékvezetők: Christidi, Papamattheou (GRE) |

| 2022. február 20. 14:00 | CSM București | 29–29       | Team Esbjerg | Polyvalent Hall, Bukarest Nézőszám: 1250 Játékvezetők: Antić, Jakovljević (SRB) |
| 2022. február 20. 14:00 | Neagu 10      | (15–16)     | Reistad 9    | Polyvalent Hall, Bukarest Nézőszám: 1250 Játékvezetők: Antić, Jakovljević (SRB) |
| 2022. február 20. 14:00 | 2× 1×         | Jegyzőkönyv | 3× 1×        | Polyvalent Hall, Bukarest Nézőszám: 1250 Játékvezetők: Antić, Jakovljević (SRB) |

### B csoport
| #  | Csapat                   | M  | Gy | D | V  | G+  | G–  | Gk   | P  |
| -- | ------------------------ | -- | -- | - | -- | --- | --- | ---- | -- |
| 1. | Győri Audi ETO KC        | 14 | 13 | 0 | 1  | 471 | 354 | +117 | 26 |
| 2. | Vipers Kristiansand      | 14 | 10 | 0 | 4  | 435 | 370 | +65  | 20 |
| 3. | Metz Handball            | 14 | 9  | 1 | 4  | 413 | 375 | +38  | 19 |
| 4. | CSZKA Moszkva            | 14 | 7  | 2 | 5  | 375 | 372 | +3   | 16 |
| 5. | Odense Håndbold          | 14 | 7  | 1 | 6  | 405 | 386 | +19  | 15 |
| 6. | Krim                     | 14 | 4  | 2 | 8  | 362 | 381 | –19  | 10 |
| 7. | IK Sävehof               | 14 | 3  | 0 | 11 | 351 | 461 | –110 | 6  |
| 8. | Kastamonu Belediyesi GSK | 14 | 0  | 0 | 14 | 349 | 462 | –113 | 0  |

| 2021. szeptember 11. 18:00 | Győri Audi ETO KC | 35–29       | Vipers Kristiansand | Audi Aréna, Győr Nézőszám: 3862 Játékvezetők: Gasmi, Gasmi (FRA) |
| 2021. szeptember 11. 18:00 | Lukács 7          | (17–13)     | Dahl 12             | Audi Aréna, Győr Nézőszám: 3862 Játékvezetők: Gasmi, Gasmi (FRA) |
| 2021. szeptember 11. 18:00 | 3×                | Jegyzőkönyv | 5×                  | Audi Aréna, Győr Nézőszám: 3862 Játékvezetők: Gasmi, Gasmi (FRA) |

| 2021. szeptember 12. 14:00 | IK Sävehof | 29–28       | Krim     | Partillebohallen, Partille Nézőszám: 600 Játékvezetők: Sá, Sá (POR) |
| 2021. szeptember 12. 14:00 | Roberts 10 | (11–13)     | Stanko 7 | Partillebohallen, Partille Nézőszám: 600 Játékvezetők: Sá, Sá (POR) |
| 2021. szeptember 12. 14:00 | 6× 3×      | Jegyzőkönyv | 6×       | Partillebohallen, Partille Nézőszám: 600 Játékvezetők: Sá, Sá (POR) |

| 2021. szeptember 12. 16:00 | Kastamonu Belediyesi GSK | 25–31       | Odense Håndbold     | Kastamonu Atatürk Sport Hall, Kastamonu Nézőszám: 1200 Játékvezetők: Vujačić, Kažanegra (MNE) |
| 2021. szeptember 12. 16:00 | Radičević 9              | (11–15)     | Housheer, Højlund 7 | Kastamonu Atatürk Sport Hall, Kastamonu Nézőszám: 1200 Játékvezetők: Vujačić, Kažanegra (MNE) |
| 2021. szeptember 12. 16:00 | 3× 1×                    | Jegyzőkönyv | 3×                  | Kastamonu Atatürk Sport Hall, Kastamonu Nézőszám: 1200 Játékvezetők: Vujačić, Kažanegra (MNE) |

| 2021. november 17. 20:45 | Metz Handball | 24–32       | CSZKA Moszkva | Arènes de Metz, Metz Nézőszám: 2754 Játékvezetők: Merz, Kuttler (GER) |
| 2021. november 17. 20:45 | Mičijević 5   | (12–15)     | Gros 12       | Arènes de Metz, Metz Nézőszám: 2754 Játékvezetők: Merz, Kuttler (GER) |
| 2021. november 17. 20:45 | 1× 2×         | Jegyzőkönyv | 2× 2×         | Arènes de Metz, Metz Nézőszám: 2754 Játékvezetők: Merz, Kuttler (GER) |

| 2021. szeptember 18. 16:00 | Odense Håndbold | 21–27       | Metz Handball | Sydbank Arena Odense, Odense Nézőszám: 1647 Játékvezetők: Lončar, Lončar (CRO) |
| 2021. szeptember 18. 16:00 | Housheer 9      | (13–15)     | Nocandy 7     | Sydbank Arena Odense, Odense Nézőszám: 1647 Játékvezetők: Lončar, Lončar (CRO) |
| 2021. szeptember 18. 16:00 | 3×              | Jegyzőkönyv | 3× 1×         | Sydbank Arena Odense, Odense Nézőszám: 1647 Játékvezetők: Lončar, Lončar (CRO) |

| 2021. szeptember 18. 18:00 | Krim             | 26–31       | Győri Audi ETO KC | Arena Stožice, Ljubljana Nézőszám: 542 Játékvezetők: Ilieva, Karbeska (MKD) |
| 2021. szeptember 18. 18:00 | Sercien-Ugolin 5 | (12–13)     | Kristiansen, Ju 7 | Arena Stožice, Ljubljana Nézőszám: 542 Játékvezetők: Ilieva, Karbeska (MKD) |
| 2021. szeptember 18. 18:00 | 1× 2×            | Jegyzőkönyv | 1× 2×             | Arena Stožice, Ljubljana Nézőszám: 542 Játékvezetők: Ilieva, Karbeska (MKD) |

| 2021. szeptember 18. 18:00 | Vipers Kristiansand | 34–25       | IK Sävehof | Aquarama Kristiansand, Kristiansand Nézőszám: 850 Játékvezetők: Geraets, Geraets (NED) |
| 2021. szeptember 18. 18:00 | Mørk 12             | (15–11)     | Roberts 5  | Aquarama Kristiansand, Kristiansand Nézőszám: 850 Játékvezetők: Geraets, Geraets (NED) |
| 2021. szeptember 18. 18:00 | 4× 1×               | Jegyzőkönyv | 2× 1×      | Aquarama Kristiansand, Kristiansand Nézőszám: 850 Játékvezetők: Geraets, Geraets (NED) |

| 2021. szeptember 19. 14:00 | CSZKA Moszkva | 34–27       | Kastamonu Belediyesi GSK | Dynamo Sports Palace, Moszkva Nézőszám: 415 Játékvezetők: Jovandić, Sekulić (SRB) |
| 2021. szeptember 19. 14:00 | Gros 10       | (16–15)     | Radičević 8              | Dynamo Sports Palace, Moszkva Nézőszám: 415 Játékvezetők: Jovandić, Sekulić (SRB) |
| 2021. szeptember 19. 14:00 | 2× 1×         | Jegyzőkönyv | 4×                       | Dynamo Sports Palace, Moszkva Nézőszám: 415 Játékvezetők: Jovandić, Sekulić (SRB) |

| 2021. szeptember 25. 16:00 | Kastamonu Belediyesi GSK | 23–24       | Krim    | Kastamonu Atatürk Sport Hall, Kastamonu Nézőszám: 350 Játékvezetők: Năstase, Stancu (ROU) |
| 2021. szeptember 25. 16:00 | Kovářová, Radičević 5    | (9–12)      | Krpež 9 | Kastamonu Atatürk Sport Hall, Kastamonu Nézőszám: 350 Játékvezetők: Năstase, Stancu (ROU) |
| 2021. szeptember 25. 16:00 | 5× 1×                    | Jegyzőkönyv | 2× 1×   | Kastamonu Atatürk Sport Hall, Kastamonu Nézőszám: 350 Játékvezetők: Năstase, Stancu (ROU) |

| 2021. szeptember 26. 16:00 | Győri Audi ETO KC | 32–22       | CSZKA Moszkva     | Audi Aréna, Győr Nézőszám: 4071 Játékvezetők: Álvarez, Bustamante (ESP) |
| 2021. szeptember 26. 16:00 | Oftedal 5         | (17–15)     | Gros, Szabirova 6 | Audi Aréna, Győr Nézőszám: 4071 Játékvezetők: Álvarez, Bustamante (ESP) |
| 2021. szeptember 26. 16:00 | 4× 1×             | Jegyzőkönyv | 3× 2×             | Audi Aréna, Győr Nézőszám: 4071 Játékvezetők: Álvarez, Bustamante (ESP) |

| 2021. szeptember 26. 16:00 | Metz Handball | 23–18       | Vipers Kristiansand | Arènes de Metz, Metz Nézőszám: 2765 Játékvezetők: Simone, Monitillo (ITA) |
| 2021. szeptember 26. 16:00 | Nocandy 5     | (14–9)      | Mørk 5              | Arènes de Metz, Metz Nézőszám: 2765 Játékvezetők: Simone, Monitillo (ITA) |
| 2021. szeptember 26. 16:00 | 5×            | Jegyzőkönyv | 5× 1×               | Arènes de Metz, Metz Nézőszám: 2765 Játékvezetők: Simone, Monitillo (ITA) |

| 2021. szeptember 26. 16:00 | IK Sävehof | 31–37       | Odense Håndbold | Partillebohallen, Partille Nézőszám: 600 Játékvezetők: Merz, Kuttler (GER) |
| 2021. szeptember 26. 16:00 | Roberts 10 | (16–19)     | Rej 8           | Partillebohallen, Partille Nézőszám: 600 Játékvezetők: Merz, Kuttler (GER) |
| 2021. szeptember 26. 16:00 | 4× 2×      | Jegyzőkönyv | 1× 1×           | Partillebohallen, Partille Nézőszám: 600 Játékvezetők: Merz, Kuttler (GER) |

| 2021. október 16. 18:00 | Vipers Kristiansand | 39–25       | Kastamonu Belediyesi GSK | Aquarama Kristiansand, Kristiansand Nézőszám: 1350 Játékvezetők: Kijauskaitė, Žalienė (LTU) |
| 2021. október 16. 18:00 | Mørk 8              | (20–11)     | Akgün 6                  | Aquarama Kristiansand, Kristiansand Nézőszám: 1350 Játékvezetők: Kijauskaitė, Žalienė (LTU) |
| 2021. október 16. 18:00 | 4× 1×               | Jegyzőkönyv | 6× 1× 2×                 | Aquarama Kristiansand, Kristiansand Nézőszám: 1350 Játékvezetők: Kijauskaitė, Žalienė (LTU) |

| 2021. október 17. 14:00 | CSZKA Moszkva      | 29–28       | IK Sävehof | Dynamo Sports Palace, Moszkva Nézőszám: 550 Játékvezetők: Butskevich, Butskevich (BLR) |
| 2021. október 17. 14:00 | Iljina, Сабирова 6 | (14–11)     | Roberts 8  | Dynamo Sports Palace, Moszkva Nézőszám: 550 Játékvezetők: Butskevich, Butskevich (BLR) |
| 2021. október 17. 14:00 | 2× 1×              | Jegyzőkönyv | 5× 1×      | Dynamo Sports Palace, Moszkva Nézőszám: 550 Játékvezetők: Butskevich, Butskevich (BLR) |

| 2021. október 17. 16:00 | Krim     | 28–29       | Metz Handball | Arena Stožice, Ljubljana Nézőszám: 1000 Játékvezetők: Alpaidze, Berezkina (RUS) |
| 2021. október 17. 16:00 | Pineau 7 | (17–15)     | Nocandy 8     | Arena Stožice, Ljubljana Nézőszám: 1000 Játékvezetők: Alpaidze, Berezkina (RUS) |
| 2021. október 17. 16:00 | 5× 1×    | Jegyzőkönyv | 6× 1×         | Arena Stožice, Ljubljana Nézőszám: 1000 Játékvezetők: Alpaidze, Berezkina (RUS) |

| 2021. október 17. 16:00 | Odense Håndbold | 26–31       | Győri Audi ETO KC | Gudme-Hallerne, Gudme Nézőszám: 1556 Játékvezetők: Carmaux, Mursch (FRA) |
| 2021. október 17. 16:00 | Housheer 7      | (11–16)     | Ju, Schatzl 6     | Gudme-Hallerne, Gudme Nézőszám: 1556 Játékvezetők: Carmaux, Mursch (FRA) |
| 2021. október 17. 16:00 | 4× 1×           | Jegyzőkönyv | 6× 1×             | Gudme-Hallerne, Gudme Nézőszám: 1556 Játékvezetők: Carmaux, Mursch (FRA) |

| 2021. október 23. 18:00 | Vipers Kristiansand | 24–27       | CSZKA Moszkva    | Aquarama Kristiansand, Kristiansand Nézőszám: 1329 Játékvezetők: Sá, Sá (POR) |
| 2021. október 23. 18:00 | Mørk 9              | (11–11)     | Mihajlicsenko 10 | Aquarama Kristiansand, Kristiansand Nézőszám: 1329 Játékvezetők: Sá, Sá (POR) |
| 2021. október 23. 18:00 | 5× 2× 1×            | Jegyzőkönyv | 4× 2× 1×         | Aquarama Kristiansand, Kristiansand Nézőszám: 1329 Játékvezetők: Sá, Sá (POR) |

| 2021. október 23. 18:00 | Metz Handball | 29–33       | Győri Audi ETO KC | Arènes de Metz, Metz Nézőszám: 4051 Játékvezetők: Năstase, Stancu (ROU) |
| 2021. október 23. 18:00 | de Paula 7    | (15–16)     | Nze Minko 6       | Arènes de Metz, Metz Nézőszám: 4051 Játékvezetők: Năstase, Stancu (ROU) |
| 2021. október 23. 18:00 | 2× 2×         | Jegyzőkönyv | 1× 1×             | Arènes de Metz, Metz Nézőszám: 4051 Játékvezetők: Năstase, Stancu (ROU) |

| 2021. október 24. 16:00 | Odense Håndbold | 26–24       | Krim     | Gudme-Hallerne, Gudme Nézőszám: 1217 Játékvezetők: Sekulić, Jovandić (SRB) |
| 2021. október 24. 16:00 | van Wetering 5  | (13–10)     | Stanko 7 | Gudme-Hallerne, Gudme Nézőszám: 1217 Játékvezetők: Sekulić, Jovandić (SRB) |
| 2021. október 24. 16:00 | 3× 1×           | Jegyzőkönyv | 4×       | Gudme-Hallerne, Gudme Nézőszám: 1217 Játékvezetők: Sekulić, Jovandić (SRB) |

| 2021. október 24. 16:00 | IK Sävehof  | 28–26       | Kastamonu Belediyesi GSK | Partillebohallen, Partille Nézőszám: 850 Játékvezetők: Lončar, Lončar (CRO) |
| 2021. október 24. 16:00 | Mortensen 6 | (11–17)     | Demirçelen, Kovářová 5   | Partillebohallen, Partille Nézőszám: 850 Játékvezetők: Lončar, Lončar (CRO) |
| 2021. október 24. 16:00 | 3× 1×       | Jegyzőkönyv | 1× 1×                    | Partillebohallen, Partille Nézőszám: 850 Játékvezetők: Lončar, Lončar (CRO) |

| 2021. október 30. 16:00 | Győri Audi ETO KC | 41–19       | IK Sävehof | Audi Aréna, Győr Nézőszám: 3945 Játékvezetők: Ershov, Pavliukov (RUS) |
| 2021. október 30. 16:00 | Blohm 7           | (20–9)      | Roberts 5  | Audi Aréna, Győr Nézőszám: 3945 Játékvezetők: Ershov, Pavliukov (RUS) |
| 2021. október 30. 16:00 | 1×                | Jegyzőkönyv | 2×         | Audi Aréna, Győr Nézőszám: 3945 Játékvezetők: Ershov, Pavliukov (RUS) |

| 2021. október 30. 18:00 | Krim     | 26–27       | Vipers Kristiansand | Arena Stožice, Ljubljana Nézőszám: 500 Játékvezetők: Barysas, Petrušis (LTU) |
| 2021. október 30. 18:00 | Stanko 6 | (16–10)     | Mørk 11             | Arena Stožice, Ljubljana Nézőszám: 500 Játékvezetők: Barysas, Petrušis (LTU) |
| 2021. október 30. 18:00 | 5× 1×    | Jegyzőkönyv | 3× 1×               | Arena Stožice, Ljubljana Nézőszám: 500 Játékvezetők: Barysas, Petrušis (LTU) |

| 2021. október 31. 16:00 | CSZKA Moszkva       | 21–28       | Odense Håndbold | Dynamo Sports Palace, Moszkva Nézőszám: 0 Játékvezetők: Andorka, Hucker (HUN) |
| 2021. október 31. 16:00 | Szkorobogatcsenko 5 | (13–14)     | Rej 8           | Dynamo Sports Palace, Moszkva Nézőszám: 0 Játékvezetők: Andorka, Hucker (HUN) |
| 2021. október 31. 16:00 | 3× 1×               | Jegyzőkönyv | 4× 1×           | Dynamo Sports Palace, Moszkva Nézőszám: 0 Játékvezetők: Andorka, Hucker (HUN) |

| 2021. október 31. 16:00 | Kastamonu Belediyesi GSK | 20–30       | Metz Handball | Kastamonu Atatürk Sport Hall, Kastamonu Nézőszám: 1000 Játékvezetők: Antić, Jakovljević (SRB) |
| 2021. október 31. 16:00 | Radičević 5              | (9–13)      | N'Gouan 6     | Kastamonu Atatürk Sport Hall, Kastamonu Nézőszám: 1000 Játékvezetők: Antić, Jakovljević (SRB) |
| 2021. október 31. 16:00 | 4× 1×                    | Jegyzőkönyv | 3× 2×         | Kastamonu Atatürk Sport Hall, Kastamonu Nézőszám: 1000 Játékvezetők: Antić, Jakovljević (SRB) |

| 2021. november 13. 18:00 | Győri Audi ETO KC | 37–20       | Kastamonu Belediyesi GSK | Audi Aréna, Győr Nézőszám: 3100 Játékvezetők: Duplii, Pobedrina (UKR) |
| 2021. november 13. 18:00 | Nze Minko 6       | (19–9)      | Radičević 11             | Audi Aréna, Győr Nézőszám: 3100 Játékvezetők: Duplii, Pobedrina (UKR) |
| 2021. november 13. 18:00 | 2× 1×             | Jegyzőkönyv | 3× 1×                    | Audi Aréna, Győr Nézőszám: 3100 Játékvezetők: Duplii, Pobedrina (UKR) |

| 2021. november 14. 14:00 | CSZKA Moszkva | 21–21       | Krim     | Dynamo Sports Palace, Moszkva Nézőszám: 370 Játékvezetők: Konjičanin, Konjičanin (BIH) |
| 2021. november 14. 14:00 | Ristovska 5   | (11–12)     | Stanko 7 | Dynamo Sports Palace, Moszkva Nézőszám: 370 Játékvezetők: Konjičanin, Konjičanin (BIH) |
| 2021. november 14. 14:00 | 2× 1×         | Jegyzőkönyv | 2× 2×    | Dynamo Sports Palace, Moszkva Nézőszám: 370 Játékvezetők: Konjičanin, Konjičanin (BIH) |

| 2021. november 14. 16:00 | Odense Håndbold | 27–32       | Vipers Kristiansand | Sydbank Arena Odense, Odense Nézőszám: 2117 Játékvezetők: Vešović, Mitrović (MNE) |
| 2021. november 14. 16:00 | Rej 7           | (15–17)     | Knedlíková, Mørk 8  | Sydbank Arena Odense, Odense Nézőszám: 2117 Játékvezetők: Vešović, Mitrović (MNE) |
| 2021. november 14. 16:00 | 3× 2×           | Jegyzőkönyv | 4× 2×               | Sydbank Arena Odense, Odense Nézőszám: 2117 Játékvezetők: Vešović, Mitrović (MNE) |

| 2021. november 14. 16:00 | IK Sävehof | 28–31       | Metz Handball | Partillebohallen, Partille Nézőszám: 1522 Játékvezetők: Vranes, Wenninger (AUT) |
| 2021. november 14. 16:00 | Roberts 11 | (12–15)     | N'Gouan 8     | Partillebohallen, Partille Nézőszám: 1522 Játékvezetők: Vranes, Wenninger (AUT) |
| 2021. november 14. 16:00 | 4× 2× 1×   | Jegyzőkönyv | 3×            | Partillebohallen, Partille Nézőszám: 1522 Játékvezetők: Vranes, Wenninger (AUT) |

| 2021. november 20. 16:00 | Krim    | 24–21       | CSZKA Moszkva | Arena Stožice, Ljubljana Nézőszám: 380 Játékvezetők: Lončar, Lončar (CRO) |
| 2021. november 20. 16:00 | Krpež 7 | (11–10)     | Gros 7        | Arena Stožice, Ljubljana Nézőszám: 380 Játékvezetők: Lončar, Lončar (CRO) |
| 2021. november 20. 16:00 | 3× 1×   | Jegyzőkönyv | 4× 2×         | Arena Stožice, Ljubljana Nézőszám: 380 Játékvezetők: Lončar, Lončar (CRO) |

| 2021. november 20. 18:00 | Vipers Kristiansand | 31–27       | Odense Håndbold     | Aquarama Kristiansand, Kristiansand Nézőszám: 1416 Játékvezetők: Năstase, Stancu (ROU) |
| 2021. november 20. 18:00 | Mørk 7              | (17–16)     | Housheer, Højlund 5 | Aquarama Kristiansand, Kristiansand Nézőszám: 1416 Játékvezetők: Năstase, Stancu (ROU) |
| 2021. november 20. 18:00 | 3×                  | Jegyzőkönyv | 3× 1×               | Aquarama Kristiansand, Kristiansand Nézőszám: 1416 Játékvezetők: Năstase, Stancu (ROU) |

| 2021. november 20. 18:00 | Kastamonu Belediyesi GSK | 22–38       | Győri Audi ETO KC | Kastamonu Atatürk Sport Hall, Kastamonu Nézőszám: 2627 Játékvezetők: Ilieva, Karbeska (MKD) |
| 2021. november 20. 18:00 | Kovářová, Radičević 4    | (9–19)      | Pintea 6          | Kastamonu Atatürk Sport Hall, Kastamonu Nézőszám: 2627 Játékvezetők: Ilieva, Karbeska (MKD) |
| 2021. november 20. 18:00 | 2×                       | Jegyzőkönyv | 1× 2×             | Kastamonu Atatürk Sport Hall, Kastamonu Nézőszám: 2627 Játékvezetők: Ilieva, Karbeska (MKD) |

| 2021. november 21. 16:00 | Metz Handball      | 35–21       | IK Sävehof | Arènes de Metz, Metz Nézőszám: 2723 Játékvezetők: Christiansen, Hansen (DEN) |
| 2021. november 21. 16:00 | Horacek, Nocandy 6 | (19–15)     | Blomst 7   | Arènes de Metz, Metz Nézőszám: 2723 Játékvezetők: Christiansen, Hansen (DEN) |
| 2021. november 21. 16:00 | 4× 2×              | Jegyzőkönyv | 3× 2× 1×   | Arènes de Metz, Metz Nézőszám: 2723 Játékvezetők: Christiansen, Hansen (DEN) |

| 2022. január 9. 16:00 | Odense Håndbold | 27–27       | CSZKA Moszkva | Sydbank Arena Odense, Odense Nézőszám: 0 Játékvezetők: Budzák, Záhradník (SVK) |
| 2022. január 9. 16:00 | Aardahl 6       | (12–12)     | Gros 6        | Sydbank Arena Odense, Odense Nézőszám: 0 Játékvezetők: Budzák, Záhradník (SVK) |
| 2022. január 9. 16:00 | 3×              | Jegyzőkönyv | 4× 2×         | Sydbank Arena Odense, Odense Nézőszám: 0 Játékvezetők: Budzák, Záhradník (SVK) |

| 2022. január 19. 18:45 | Metz Handball | 33–25       | Kastamonu Belediyesi GSK | Arènes de Metz, Metz Nézőszám: 1752 Játékvezetők: Martins, Martins (POR) |
| 2022. január 19. 18:45 | Horacek 6     | (17–10)     | Radičević 8              | Arènes de Metz, Metz Nézőszám: 1752 Játékvezetők: Martins, Martins (POR) |
| 2022. január 19. 18:45 | 4×            | Jegyzőkönyv | 5×                       | Arènes de Metz, Metz Nézőszám: 1752 Játékvezetők: Martins, Martins (POR) |

| 2022. február 12. 18:00 | Vipers Kristiansand | 37–20       | Krim    | Aquarama Kristiansand, Kristiansand Nézőszám: 1036 Játékvezetők: Panayides, Andreou (CYP) |
| 2022. február 12. 18:00 | Dahl 7              | (17–9)      | Krpež 7 | Aquarama Kristiansand, Kristiansand Nézőszám: 1036 Játékvezetők: Panayides, Andreou (CYP) |
| 2022. február 12. 18:00 | 3× 1×               | Jegyzőkönyv | 4×      | Aquarama Kristiansand, Kristiansand Nézőszám: 1036 Játékvezetők: Panayides, Andreou (CYP) |

| 2022. február 13. 16:00 | IK Sävehof | 25–31       | Győri Audi ETO KC | Partillebohallen, Partille Nézőszám: 1275 Játékvezetők: Kijauskaitė, Žalienė (LTU) |
| 2022. február 13. 16:00 | Roberts 7  | (12–15)     | Hansen 6          | Partillebohallen, Partille Nézőszám: 1275 Játékvezetők: Kijauskaitė, Žalienė (LTU) |
| 2022. február 13. 16:00 | 2× 2×      | Jegyzőkönyv | 1× 1×             | Partillebohallen, Partille Nézőszám: 1275 Játékvezetők: Kijauskaitė, Žalienė (LTU) |

| 2022. január 15. 16:00 | Győri Audi ETO KC | 39–30       | Metz Handball | Audi Aréna, Győr Játékvezetők: Alpaidze, Berezkina (RUS) |
| 2022. január 15. 16:00 | Kristiansen 10    | (20–13)     | Horacek 8     | Audi Aréna, Győr Játékvezetők: Alpaidze, Berezkina (RUS) |
| 2022. január 15. 16:00 | 3×                | Jegyzőkönyv | 5×            | Audi Aréna, Győr Játékvezetők: Alpaidze, Berezkina (RUS) |

| 2022. január 29. 12:00 | Kastamonu Belediyesi GSK | 26–29       | IK Sävehof | Kastamonu Atatürk Sport Hall, Kastamonu Nézőszám: 1500 Játékvezetők: Covalciuc, Covalciuc (MDA) |
| 2022. január 29. 12:00 | Radičević 6              | (14–16)     | Petersen 7 | Kastamonu Atatürk Sport Hall, Kastamonu Nézőszám: 1500 Játékvezetők: Covalciuc, Covalciuc (MDA) |
| 2022. január 29. 12:00 | 1× 2×                    | Jegyzőkönyv | 3× 1×      | Kastamonu Atatürk Sport Hall, Kastamonu Nézőszám: 1500 Játékvezetők: Covalciuc, Covalciuc (MDA) |

| 2022. január 16. 16:00 | CSZKA Moszkva | 28–32       | Vipers Kristiansand | Dynamo Sports Palace, Moszkva Nézőszám: 900 Játékvezetők: Vujačić, Kažanegra (MNE) |
| 2022. január 16. 16:00 | Gros 9        | (13–16)     | Jeřábková 8         | Dynamo Sports Palace, Moszkva Nézőszám: 900 Játékvezetők: Vujačić, Kažanegra (MNE) |
| 2022. január 16. 16:00 | 1× 1×         | Jegyzőkönyv | 2× 2×               | Dynamo Sports Palace, Moszkva Nézőszám: 900 Játékvezetők: Vujačić, Kažanegra (MNE) |

| 2022. január 16. 16:00 | Krim                 | 19–24       | Odense Håndbold | Arena Stožice, Ljubljana Nézőszám: 350 Játékvezetők: Antić, Jakovljević (SRB) |
| 2022. január 16. 16:00 | Klemenčič, Posavec 3 | (5–15)      | van Wetering 4  | Arena Stožice, Ljubljana Nézőszám: 350 Játékvezetők: Antić, Jakovljević (SRB) |
| 2022. január 16. 16:00 | 3× 1×                | Jegyzőkönyv | 2× 2×           | Arena Stožice, Ljubljana Nézőszám: 350 Játékvezetők: Antić, Jakovljević (SRB) |

| 2022. január 22. 18:00 | Kastamonu Belediyesi GSK | 24–35       | Vipers Kristiansand | Kastamonu Atatürk Sport Hall, Kastamonu Nézőszám: 2700 Játékvezetők: Merz, Kuttler (GER) |
| 2022. január 22. 18:00 | Radičević, Yılmaz 5      | (12–18)     | Debelić 7           | Kastamonu Atatürk Sport Hall, Kastamonu Nézőszám: 2700 Játékvezetők: Merz, Kuttler (GER) |
| 2022. január 22. 18:00 | 3×                       | Jegyzőkönyv | 1× 1×               | Kastamonu Atatürk Sport Hall, Kastamonu Nézőszám: 2700 Játékvezetők: Merz, Kuttler (GER) |

| 2022. január 23. 14:00 | IK Sävehof | 23–32       | CSZKA Moszkva | Partillebohallen, Partille Játékvezetők: Geraets, Geraets (NED) |
| 2022. január 23. 14:00 | Roberts 6  | (10–14)     | Gros 7        | Partillebohallen, Partille Játékvezetők: Geraets, Geraets (NED) |
| 2022. január 23. 14:00 | 2× 1×      | Jegyzőkönyv | 2× 1×         | Partillebohallen, Partille Játékvezetők: Geraets, Geraets (NED) |

| 2022. január 23. 16:00 | Győri Audi ETO KC    | 27–26       | Odense Håndbold | Audi Aréna, Győr Nézőszám: 3900 Játékvezetők: Lončar, Lončar (CRO) |
| 2022. január 23. 16:00 | Nze Minko, Oftedal 5 | (12–13)     | Højlund 9       | Audi Aréna, Győr Nézőszám: 3900 Játékvezetők: Lončar, Lončar (CRO) |
| 2022. január 23. 16:00 | 3×                   | Jegyzőkönyv | 5× 1×           | Audi Aréna, Győr Nézőszám: 3900 Játékvezetők: Lončar, Lončar (CRO) |

| 2022. február 9. 18:45 | Metz Handball | 27–27       | Krim            | Arènes de Metz, Metz Nézőszám: 3152 Játékvezetők: Hannes, Hannes (GER) |
| 2022. február 9. 18:45 | Burgaard 5    | (17–15)     | Krpež, Stanko 5 | Arènes de Metz, Metz Nézőszám: 3152 Játékvezetők: Hannes, Hannes (GER) |
| 2022. február 9. 18:45 | 2× 1×         | Jegyzőkönyv | 2× 1×           | Arènes de Metz, Metz Nézőszám: 3152 Játékvezetők: Hannes, Hannes (GER) |

| 2022. február 5. 16:00 | Krim     | 36–28       | Kastamonu Belediyesi GSK | Arena Stožice, Ljubljana Nézőszám: 550 Játékvezetők: Vitaku, Vitaku (KOS) |
| 2022. február 5. 16:00 | Krpež 13 | (18–10)     | Radičević 7              | Arena Stožice, Ljubljana Nézőszám: 550 Játékvezetők: Vitaku, Vitaku (KOS) |
| 2022. február 5. 16:00 | 2× 1×    | Jegyzőkönyv | 3× 1×                    | Arena Stožice, Ljubljana Nézőszám: 550 Játékvezetők: Vitaku, Vitaku (KOS) |

| 2022. február 5. 18:00 | Vipers Kristiansand | 25–31       | Metz Handball   | Aquarama Kristiansand, Kristiansand Nézőszám: 1231 Játékvezetők: Álvarez, Bustamante (ESP) |
| 2022. február 5. 18:00 | Debelić 7           | (13–17)     | három játékos 6 | Aquarama Kristiansand, Kristiansand Nézőszám: 1231 Játékvezetők: Álvarez, Bustamante (ESP) |
| 2022. február 5. 18:00 | 2×                  | Jegyzőkönyv | 6× 1×           | Aquarama Kristiansand, Kristiansand Nézőszám: 1231 Játékvezetők: Álvarez, Bustamante (ESP) |

| 2022. február 6. 16:00 | Odense Håndbold | 37–24       | IK Sävehof | Sydbank Arena Odense, Odense Nézőszám: 1702 Játékvezetők: Doychinov, Goretsov (BUL) |
| 2022. február 6. 16:00 | Abbingh 8       | (16–13)     | Roberts 6  | Sydbank Arena Odense, Odense Nézőszám: 1702 Játékvezetők: Doychinov, Goretsov (BUL) |
| 2022. február 6. 16:00 | 3×              | Jegyzőkönyv | 4× 1×      | Sydbank Arena Odense, Odense Nézőszám: 1702 Játékvezetők: Doychinov, Goretsov (BUL) |

| 2022. február 6. 16:00 | CSZKA Moszkva | 23–27       | Győri Audi ETO KC | Dynamo Sports Palace, Moszkva Nézőszám: 1100 Játékvezetők: Pandžić, Mošorinski (SRB) |
| 2022. február 6. 16:00 | Iljina 8      | (13–15)     | Ju 7              | Dynamo Sports Palace, Moszkva Nézőszám: 1100 Játékvezetők: Pandžić, Mošorinski (SRB) |
| 2022. február 6. 16:00 | 1× 2×         | Jegyzőkönyv | 3× 1×             | Dynamo Sports Palace, Moszkva Nézőszám: 1100 Játékvezetők: Pandžić, Mošorinski (SRB) |

| 2022. január 9. 16:00 | IK Sävehof | 23–42       | Vipers Kristiansand | Partillebohallen, Partille Nézőszám: 1620 Játékvezetők: Christidi, Papamattheou (GRE) |
| 2022. január 9. 16:00 | Rosell 7   | (15–21)     | Valle Dahl 8        | Partillebohallen, Partille Nézőszám: 1620 Játékvezetők: Christidi, Papamattheou (GRE) |
| 2022. január 9. 16:00 | 3×         | Jegyzőkönyv | 2×                  | Partillebohallen, Partille Nézőszám: 1620 Játékvezetők: Christidi, Papamattheou (GRE) |

| 2022. január 19. 18:45 | Győri Audi ETO KC | 40–27       | Krim              | Audi Aréna, Győr Nézőszám: 2547 Játékvezetők: Vitaku, Vitaku (KOS) |
| 2022. január 19. 18:45 | Hansen, Pintea 8  | (22–14)     | Pineau, Varagić 5 | Audi Aréna, Győr Nézőszám: 2547 Játékvezetők: Vitaku, Vitaku (KOS) |
| 2022. január 19. 18:45 | 2× 1×             | Jegyzőkönyv | 3×                | Audi Aréna, Győr Nézőszám: 2547 Játékvezetők: Vitaku, Vitaku (KOS) |

| 2022. február 12. 18:00 | Metz Handball | 38–31       | Odense Håndbold | Arènes de Metz, Metz Nézőszám: 3650 Játékvezetők: Sá, Sá (POR) |
| 2022. február 12. 18:00 | Mičijević 10  | (19–17)     | Abbingh 7       | Arènes de Metz, Metz Nézőszám: 3650 Játékvezetők: Sá, Sá (POR) |
| 2022. február 12. 18:00 | 6× 1×         | Jegyzőkönyv | 3× 1×           | Arènes de Metz, Metz Nézőszám: 3650 Játékvezetők: Sá, Sá (POR) |

| 2022. február 13. 14:00 | Kastamonu Belediyesi GSK | 29–31       | CSZKA Moszkva             | Kastamonu Atatürk Sport Hall, Kastamonu Nézőszám: 1800 Játékvezetők: Jović, Arnautović (BIH) |
| 2022. február 13. 14:00 | Radičević 9              | (15–18)     | Heindahl, Mihajlicsenko 6 | Kastamonu Atatürk Sport Hall, Kastamonu Nézőszám: 1800 Játékvezetők: Jović, Arnautović (BIH) |
| 2022. február 13. 14:00 | 2×                       | Jegyzőkönyv | 1× 2×                     | Kastamonu Atatürk Sport Hall, Kastamonu Nézőszám: 1800 Játékvezetők: Jović, Arnautović (BIH) |

| 2022. február 19. 18:00 | Vipers Kristiansand  | 30–29       | Győri Audi ETO KC | Aquarama Kristiansand, Kristiansand Nézőszám: 1900 Játékvezetők: Budzák, Záhradník (SVK) |
| 2022. február 19. 18:00 | Gulldén, Jeřábková 6 | (16–13)     | Hansen 6          | Aquarama Kristiansand, Kristiansand Nézőszám: 1900 Játékvezetők: Budzák, Záhradník (SVK) |
| 2022. február 19. 18:00 | 1× 1×                | Jegyzőkönyv | 3×                | Aquarama Kristiansand, Kristiansand Nézőszám: 1900 Játékvezetők: Budzák, Záhradník (SVK) |

| 2022. február 20. 14:00 | Krim     | 32–18       | IK Sävehof     | Arena Stožice, Ljubljana Nézőszám: 1100 Játékvezetők: Alpaidze, Berezkina (RUS) |
| 2022. február 20. 14:00 | Stanko 8 | (12–9)      | Nilsson Åström | Arena Stožice, Ljubljana Nézőszám: 1100 Játékvezetők: Alpaidze, Berezkina (RUS) |
| 2022. február 20. 14:00 | 3× 1×    | Jegyzőkönyv | 1×             | Arena Stožice, Ljubljana Nézőszám: 1100 Játékvezetők: Alpaidze, Berezkina (RUS) |

| 2022. február 20. 16:00 | CSZKA Moszkva | 27–26       | Metz Handball | Dynamo Sports Palace, Moszkva Nézőszám: 940 Játékvezetők: Covalciuc, Covalciuc (MDA) |
| 2022. február 20. 16:00 | Gros 7        | (12–15)     | Horacek 5     | Dynamo Sports Palace, Moszkva Nézőszám: 940 Játékvezetők: Covalciuc, Covalciuc (MDA) |
| 2022. február 20. 16:00 | 2× 1×         | Jegyzőkönyv | 5×            | Dynamo Sports Palace, Moszkva Nézőszám: 940 Játékvezetők: Covalciuc, Covalciuc (MDA) |

| 2022. február 20. 16:00 | Odense Håndbold | 37–29       | Kastamonu Belediyesi GSK | Sydbank Arena Odense, Odense Nézőszám: 1512 Játékvezetők: Lidacka, Lesiak (POL) |
| 2022. február 20. 16:00 | Aardahl 8       | (18–13)     | Radičević 6              | Sydbank Arena Odense, Odense Nézőszám: 1512 Játékvezetők: Lidacka, Lesiak (POL) |
| 2022. február 20. 16:00 | 1× 1×           | Jegyzőkönyv | 4×                       | Sydbank Arena Odense, Odense Nézőszám: 1512 Játékvezetők: Lidacka, Lesiak (POL) |